# Widehem
Widehem là một xã ở tỉnh Pas-de-Calais, vùng Hauts-de-France của Pháp.

## Địa lý
Widehem có cự ly 12 dặm Anh (19 km) về phía bắc Montreuil-sur-Mer, trên đường D148E5, cách bờ biển 5 km.==Dân số==
| 1962                                                         | 1968 | 1975 | 1982 | 1990 | 1999 | 2006 |
| ------------------------------------------------------------ | ---- | ---- | ---- | ---- | ---- | ---- |
| 216                                                          | 232  | 195  | 175  | 229  | 249  | 261  |
| Số liệu điều tra dân số từ năm 1962: Dân số không tính trùng |      |      |      |      |      |      |